# هزینه صلاحدیدی
هزینه صلاحدیدی (انگلیسی: Discretionary spending)در مالیه عمومی ایالات متحده آمریکا به هزینه‌های دولتی گفته می‌شود که از طریق لوایح بودجه اجرا می‌شود. این هزینه کرد بخشی از سیاست مالی اختیاری است و در مقابل برنامه‌های اجتماعی قرار می‌گیرد که تأمین مالی آنها اجباری است و بر حسب تعداد افراد مستحق آن مشخص می‌شود. بعضی از نمونه‌های بودجه صلاحدیدی عبارتند از بودجه امنیت ملی، کمک‌های خارجی، آموزش و پرورش و ترابری.